# Kateřina Bolechová
Kateřina Bolechová (* 1966 České Budějovice) je česká spisovatelka, básnířka a výtvarnice, která žije a tvoří v Českých Budějovicích. Rovněž spolupracuje s Českým rozhlasem České Budějovice, kam píše  krátké sloupky.

## Život
Po absolvování gymnázia v Českých Budějovicích vystřídala několik zaměstnání, převážně v oblasti obchodu a služeb. Od roku 2019 pracuje jako knihovnice v Jihočeské vědecké knihovně v Českých Budějovicích. V letech 2007–2009 byla členkou redakčního kruhu časopisu pro současnou poezii Psí víno. V období 2014–2019 spoluorganizovala festival Literatura žije, který se každoročně koná v Českých Budějovicích. Na festivalu se podílí i nadále – jako host (autorská čtení, křest sbírky).

## Dílo

### Poezie – sbírky
- Rozsvícenou baterkou do pusy. Vyšlo v edici Stůl č. 5 jako neprodejná příloha časopisu Psí víno. Vyd. 1. Praha: Petr Štengl, 2007. 37 s.
- Antilopa v moři k majáku daleko má. Vyšlo v edici Stůl č. 17 jako samostatně neprodejná příloha časopisu Psí víno. Vyd. 1. Praha: Klub přátel psího vína, 2009. 48 s.[4]
- Pohřebiště pecek. Vyd. 1. Praha: Petr Štengl, 2013. 44 s.[5]
- Strop nade mnou jednou zmizí. Vyd. 1. České Budějovice: Měsíc ve dne, 2016. 121 s.[6]
- Sádrová hlava jiné Marie. Vyd. 1. Praha: Petr Štengl, 2020. 44 s.[7]

### Poezie – antologie
- Vrh křídel – antologie české poezie (nejen) 20. století (almanach Cestou, 2003)[8]
- Nejlepší české básně 2010 (Host).[9]
- Nejlepší české básně 2013 (Host)[10]
- Nejlepší české básně 2017 (Host)[11]

Texty Kateřiny Bolechové byly přeloženy do italštiny, slovinštiny, polštiny, němčiny, maďarštiny, rumunštiny a bulharštiny. V daných zemích vyšly v novinách, ale také v antologiích, například byly zařazeny do italské antologie začínajících českých básníků Rapporti di Errore (nakladatelství Mimesis, Milán 2010), kterou sestavil Petr Král a přeložil Antonio Parente.  

### Nedělní chvilka poezie
- Nedělní chvilka poezie – neděle 2. března 2014[14]
- Vánoční recept – neděle 24. prosince 2014[15]
- Vykradená galerie – neděle 23. srpna 2015[16]
- Podpaží na podpaží – neděle 11. září 2016[17]
- Tento svět pro vás nikdy nebyl, není a nebude – neděle 10. prosince 2016[18]
- Nic je bílé – neděle 10. května 2020[19]
- slovenský podcast rádia FM, který vede Mirka Ábelová – Nedeľná chvíľka poézie_FM – neděle 8. května 2022[20][21]

### Koláže
Kateřina Bolechová se od roku 2000 věnuje tvorbě koláží. Pracuje technikou handmade (ručně lepené). Její koláže se objevují v knihách, na bookletu (Jegr Tom & Gang – Je to nebezpečný) a také je vystavuje. 
Doprovodila jimi knihu amerického spisovatele Stephena Foehra Storyville, Koláže jsou také součástí některých jejích knih, například Strop nade mnou jednou zmizí. 
Má za sebou řadu výstav, například v literární kavárně Měsíc ve dne, v kině Kotva, v galerii Na schodech – vše v Českých Budějovicích, dále v Modřanském biografu v Praze, v Ukradené galerii v Písku a v Děčíně, v Městském muzeu Velvary.

### Publikace v časopisech a na internetu
V polovině 90. let začala publikovat v časopisech: Psí víno, Tvar, Weles, Host, Texty, Salon Práva, Protimluv revue, Dotyky /SR/, Dobrá adresa, Vítrholc, A tempo revue, Britské listy a slovenský časopis Glosolália.
V roce 2025 bylo jejích pět básní zveřejněno v německém internetovém časopise Signaturen Magazin.

## Ocenění
- V roce 1994 získala 3. místo v kategorii próza v literární soutěži Hořovice Václava Hraběte.[28]
- V roce 1996 získala 5. místo v kategorii próza a 7. místo v kategorii poezie v literární soutěži Hořovice Václava Hraběte.[28]

- V roce 2021 byla její básnická sbírka Sádrová hlava jiné Marie nominována na cenu Magnesia Litera v kategorii Moleskine Litera za poezii.[29] Představila ji v Měsíci autorského čtení v Brně a Ostravě.[30]